# Kælk under vinter-OL 2022 – Hold
Holdkonkurrencen under kælk under vinter-OL 2022 i Beijing fandt sted den 9. og 6. februar 2022. Konkurrencen blev afholdt i Xiaohaituo Bobsleigh and Luge Track ved Yanqing, nord for Beijing.
Konkurrencen blev genvundet af det tyske hold, bestående af Natalie Geisenberger, Johannes Ludwig, Tobias Wendl og Tobias Arlt. Altså selvsamme atleter fra konkurrencen i Kælk under vinter-OL 2018 – Hold. Geisenberger vandt dermed hendes sjette olympiske guldmedalje. Østrig, med kælkerne Madeleine Egle, Wolfgang Kindl, og Thomas Steu / Lorenz Koller, vandt sølv, og Letland med Elīza Tīruma, Kristers Aparjods, og Mārtiņš Bots / Roberts Plūme vandt bronze.

## Resultater
| Placering | Bib | Land                                                                                                 | Kvindernes single | Mændenes singles | Double   | Totalt   | Efter  |
| --------- | --- | --- | ----------------- | ---------------- | -------- | -------- | ------ |
| 1         | 14  | Tyskland · Natalie Geisenberger · Johannes Ludwig · Tobias Wendl / Tobias Arlt                       | 1:00.090          | 1:01.407         | 1:01.909 | 3:03.406 | —      |
| 2         | 13  | Østrig · Madeleine Egle · Wolfgang Kindl · Thomas Steu / Lorenz Koller                               | 1:00.054          | 1:01.342         | 1:02.090 | 3:03.486 | +0.080 |
| 3         | 12  | Letland · Elīza Tīruma · Kristers Aparjods · Mārtiņš Bots / Roberts Plūme                            | 1:00.578          | 1:01.451         | 1:02.325 | 3:04.354 | +0.948 |
| 4         | 10  | Ruslands Olympiske Komité · Tatjana Ivanova · Roman Repilov · Alexander Denisjev / Vladislav Antonov | 1:00.147          | 1:01.757         | 1:02.763 | 3:04.667 | +1.261 |
| 5         | 11  | Italien · Andrea Vötter · Leon Felderer · Emanuel Rieder / Simon Kainzwaldner                        | 1:00.618          | 1:01.960         | 1:02.274 | 3:04.852 | +1.446 |
| 6         | 8   | Canada · Trinity Ellis · Reid Watts · Tristan Walker / Justin Snith                                  | 1:00.880          | 1:02.222         | 1:02.133 | 3:05.235 | +1.829 |
| 7         | 9   | USA · Ashley Farquharson · Chris Mazdzer · Zachary Di Gregorio / Sean Hollander                      | 1:00.332          | 1:02.077         | 1:03.332 | 3:05.741 | +2.335 |
| 8         | 6   | Polen · Klaudia Domaradzka · Mateusz Sochowicz · Wojciech Chmielewski / Jakub Kowalewski             | 1:01.448          | 1:02.727         | 1:02.961 | 3:07.136 | +3.730 |
| 9         | 2   | Rumænien · Raluca Strămăturaru · Valentin Cretu · Vasile Gîtlan / Darius Şerban                      | 1:01.402          | 1:02.743         | 1:03.547 | 3:07.692 | +4.286 |
| 10        | 1   | Tjekkiet · Anna Čežíková · Michael Lejsek · Filip Vejdělek / Zdeněk Pěkný                            | 1:01.852          | 1:03.545         | 1:04.159 | 3:09.556 | +6.150 |
| 11        | 5   | Ukraine · Julianna Tunytska · Anton Dukasj · Ijor Stakjiv / Andrij Lysetskji                         | 1:01.123          | 1:04.244         | 1:04.237 | 3:09.604 | +6.198 |
| 12        | 3   | Kina · Wang Peixuan · Fan Duoyao · Huang Yebo / Peng Junyue                                          | 1:01.947          | 1:03.467         | 1:04.768 | 3:10.182 | +6.776 |
| 13        | 4   | Sydkorea · Aileen Frisch · Lim Nam-kyu · Park Jin-yong / Cho Jung-myung                              | 1:02.682          | 1:05.265         | 1:03.291 | 3:11.238 | +7.832 |
|           | 7   | Slovakiet · Katarína Šimoňáková · Jozef Ninis · Tomáš Vaverčák / Matej Zmij                          | 1:01.579          | 1:02.338         | DNF      | DNF      | +9     |